# Vladimir Arnold
Vladimir Igorevitj Arnold (ryska: Влади́мир И́горевич Арно́льд), född 12 juni 1937 i Odessa, död 3 juni 2010 i Paris, var en rysk matematiker.
Vladimir Arnold var en av världens mest produktiva matematiker inom området mekanik. Hans karriär började redan när Stalin hade makten i Sovjetunionen, och Arnold var fortfarande aktiv vid millennieskiftet. En av hans tidigaste prestationer är Kolmogorov-Arnold-Moser-teorin inom dynamiken. 
Arnolds skrivsätt blandar strikt och abstrakt matematik med informell, nästan kontroversiell prosa. Arnold angriper matematik med en geometrisk infallsvinkel i allmänhet, och speciellt inom mekanik. Tillsammans med Louis Nirenberg tilldelades han Crafoordpriset 1982 från Kungliga Vetenskapsakademien i Sverige. 
Arnold arbetade senast vid Steklovs Mathematical Institute i Moskva och vid Université Paris IX.
Asteroiden 10031 Vladarnolda är uppkallad efter honom.